# Val Senales
La Val Senales (Schnalstal in tedesco) è una valle alpina laterale della Val Venosta, nelle Alpi Retiche meridionali (Alpi Venoste), in Trentino-Alto Adige, posta a 10 km da Merano, a sud della catena principale alpina e del confine italo-austriaco, prendendo il nome dal comune di Senales e dal relativo rio Senales che scorre nel fondovalle. In essa sono ubicati i centri abitati di Maso Corto, Vernago, Monte Santa Caterina, Certosa e Madonna di Senales e il parco naturale Gruppo di Tessa.

## Località

### Maso Corto (o Corteraso)

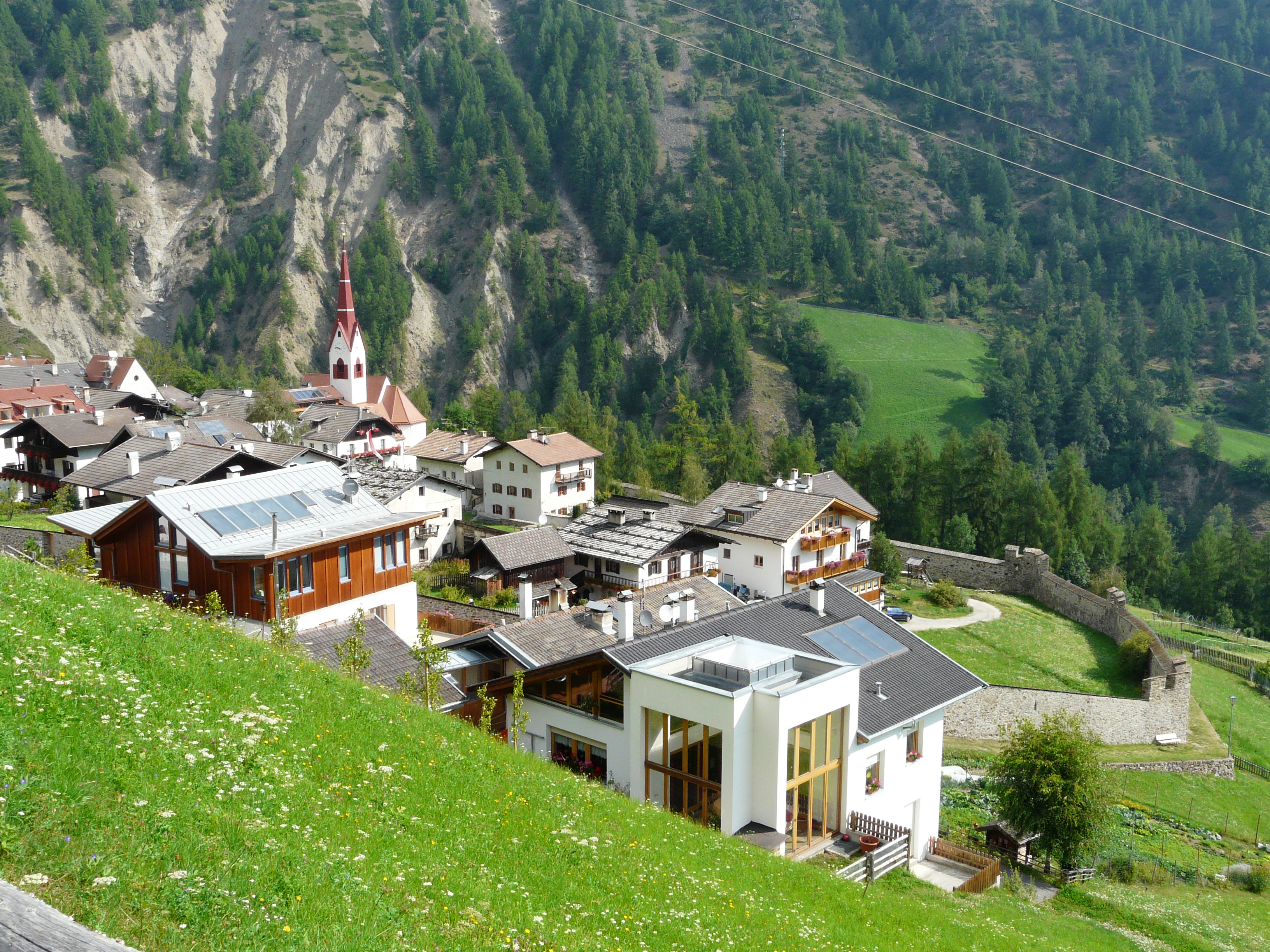
Certosa vista dal sentiero per la Malga del convento (Klosteralm)

Maso Corto (o Corteraso, in ted. Kurzras) è situato all'altitudine di 2000 metri, alla fine della valle. Dalla località si diparte una funivia che porta sulla Croda delle Cornacchie (3220 m s.l.m.), punto più alto del Ghiacciaio del Giogo Alto, sul quale si estende la maggior parte delle strutture sciistiche della Val Senales.

### Vernago

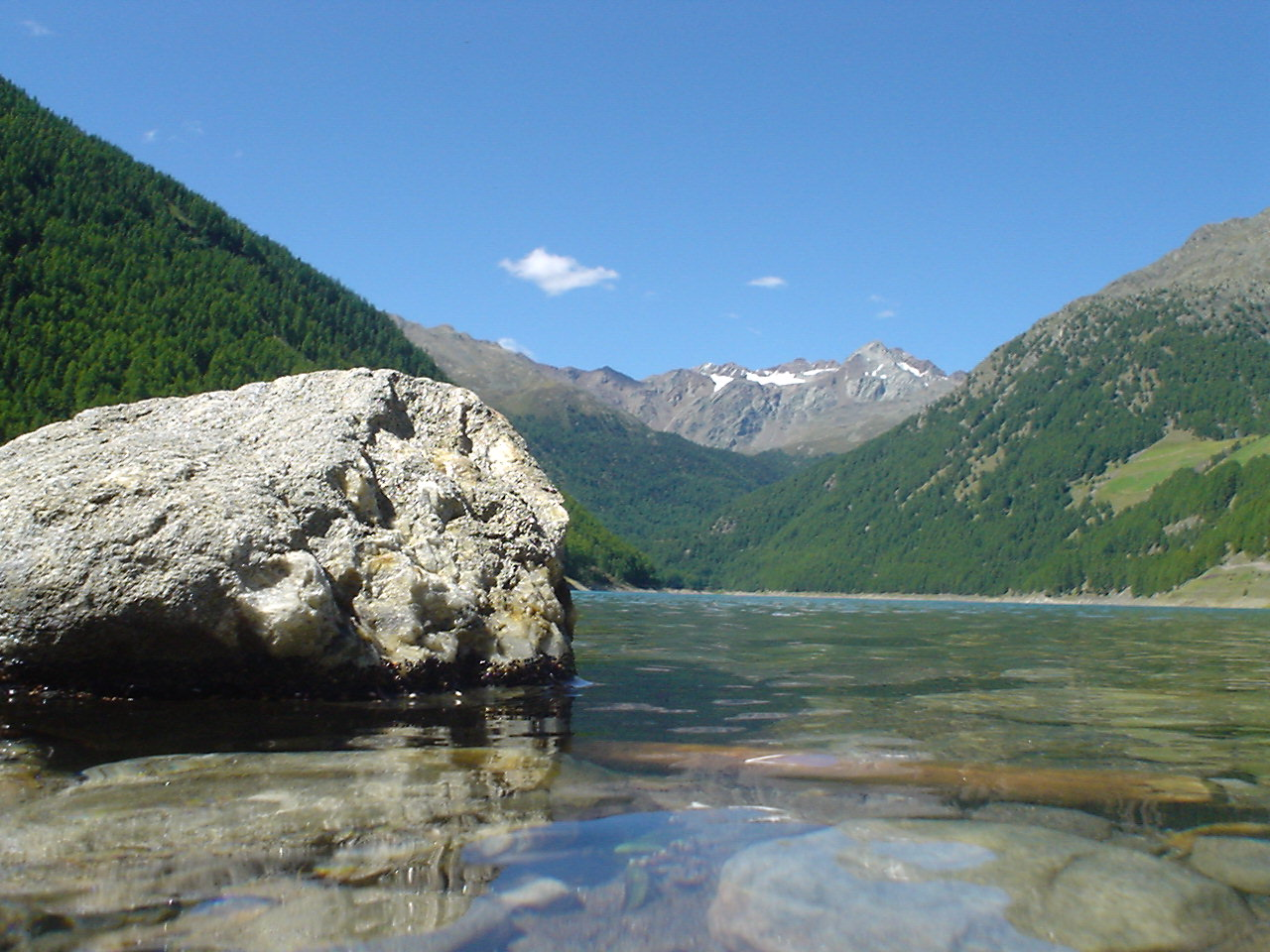
Vista del lago di Vernago

Vernago (in ted. Vernagt) si trova a 1.700 m s.l.m., proprio sulle sponde del lago artificiale omonimo. Presso il lago partono diversi sentieri montani, tra cui quello che porta al ghiacciaio di Giogo Alto nei cui pressi è stata rinvenuta, nel 1991, la "Mummia del Similaun", generalmente chiamata Ötzi.

### Monte Santa Caterina
Monte Santa Caterina (in ted. Katharinaberg) è situato a 1.245 m s.l.m. in territorio abbastanza pianeggiante; possiede una serie di masi antichi. La località prende il nome dall'omonima chiesetta.

### Certosa
La località Certosa (in ted. Karthaus) prende il nome da una certosa costruita nel 1326 dai padri certosini. Distrutta da un incendio nel 1924, venne poi restaurata e alcune parti del complesso sono visibili ancora oggi. In particolare alcune celle dei monaci, le cucine ed il chiostro, riportanti ancora antichi affreschi. Nei pressi di questa località, si apre una valle secondaria, la Val di Fosse, lunga 15 km  e praticamente incontaminata, essendo presenti soltanto alcuni masi che costeggiano il sentiero 24, conosciuto anche come "l'Alta via di Merano",  che permette di giungere, dopo circa 4 ore di cammino, al Rifugio Francesco Petrarca.

### Madonna di Senales

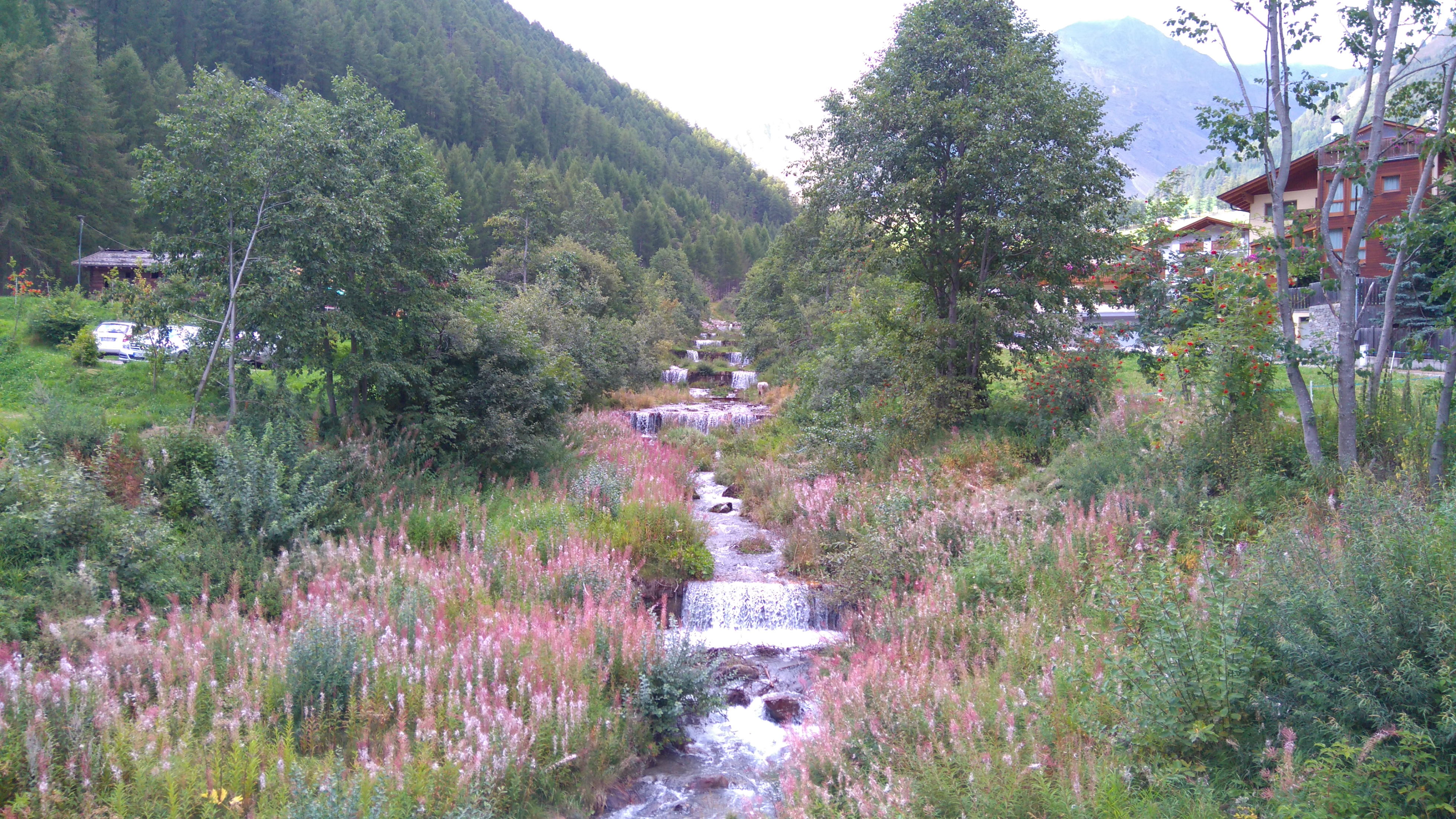
Rio Senales (Madonna di Senales)

Madonna di Senales (in ted. Unser Frau) è sita ad una quota di circa 1.500 m s.l.m. Il centro risale ai primi anni del XIV secolo quando, secondo la tradizione, venne rinvenuta una statua della Madonna ancora oggi custodita nella chiesetta del luogo. La chiesa, costruita in stile tardogotico, venne poi modificata nel 1765 in forme baroccheggianti. La località possiede anche l'Archeopark, un museo che ricostruisce la vita degli antichi abitanti di questa valle e fra essi il più famoso, ovvero Ötzi, l'uomo mummificato ritrovato in un ghiacciaio della zona.